# Saison 1973-1974 de l'AS Saint-Étienne
Chronologie
Saison précédente Saison suivante
Cette page présente la saison 1973-1974 de l'AS Saint-Étienne. Le club évolue en Division 1 et en Coupe de France.

## Résumé de la saison
- Le club termine premier du championnat cette saison. C'est son 7e titre de champion de France
- Il remporte également la coupe de France au détriment de Monaco en finale. C'est son troisième doublé.
- Hervé Revelli termine meilleur buteur du club avec 19 buts en championnat.
- Côté transfert, c'est le retour au club d'Hervé Revelli en provenance de Nice. C'est aussi les premiers pas de Dominique Bathenay chez les pros. Saison quasi-blanche pour Jacques Santini. Côté départ, à noter ceux d'Aimé Jacquet et Patrick Parizon

## Équipe professionnelle

### Transferts
Sont considérés comme arrivées, des joueurs n’ayant pas joué avec l’équipe 1 la saison précédente.
| Nom                | Nationalité | Poste             | Transfert | Provenance/Destination | Division      |
| ------------------ | ----------- | ----------------- | --------- | ---------------------- | ------------- |
| Arrivées           |             |                   |           |                        |               |
| Michel Rouquette   |             | Milieu de terrain | -         | -                      | Formé au club |
| Dominique Bathenay |             | Milieu de terrain | -         | -                      | Tournon       |
| Hervé Revelli      |             | Attaquant         | Transfert | OGC Nice               | Division 1    |
| Départs            |             |                   |           |                        |               |
| Daniel Sanlaville  |             | Défenseur         | Transfert | Nîmes                  | Division 1    |
| Aimé Jacquet       |             | Milieu de terrain | Transfert | Olympique lyonnais     | Division 1    |
| Patrick Parizon    |             | Attaquant         | Transfert | Troyes AF              | Division 1    |

### Championnat

#### Matchs allers
| Date       | N o | Adversaire             | Lieu | Résultat | Buteurs pour Saint-Étienne                                 | Points | Classement |
| ---------- | --- | ---------------------- | ---- | -------- | ---------------------------------------------------------- | ------ | ---------- |
| 07/08/1973 | J01 | Olympique de Marseille | Ext. | 0 - 2    | Farison 42e, Larqué 70e                                    | 2      | 3          |
| 10/08/1973 | J02 | FC Metz                | Dom. | 2 - 0    | Bereta 32e (pen.), Larqué 45e                              | 4      | 3          |
| 14/08/1973 | J03 | AS Monaco FC           | Ext. | 2 - 3    | Synaeghel 5e, Revelli H 47e, Bereta 80e                    | 7      | 2          |
| 17/08/1973 | J04 | Paris FC               | Dom. | 4 - 0    | Revelli H 22e 29e 55e, Piazza 60e                          | 10     | 1          |
| 24/08/1973 | J05 | Angers SCO             | Ext. | 4 -0     | -                                                          | 10     | 1          |
| 01/09/1973 | J06 | FC Nantes              | Dom. | 1 – 1    | Sarramagna 53e                                             | 11     | 2          |
| 12/09/1973 | J07 | Stade de Reims         | Ext. | 0 - 1    | Revelli H. 40e                                             | 13     | 1          |
| 22/09/1973 | J08 | RC Strasbourg          | Ext. | 1 – 1    | Larqué 18e                                                 | 14     | 3          |
| 25/09/1973 | J09 | Bordeaux               | Dom. | 0 – 0    | -                                                          | 15     | 3          |
| 06/10/1973 | J10 | Nîmes Olympique        | Ext. | 1 - 2    | Revelli P 43e, Bereta 55e                                  | 17     | 3          |
| 17/10/1973 | J11 | Stade rennais UC       | Dom. | 0 – 0    | -                                                          | 18     | 2          |
| 27/10/1973 | J12 | OGC Nice               | Ext. | 4 -1     | Revelli H. 62e                                             | 18     | 4          |
| 30/10/1973 | J13 | CS Sedan Ardennes      | Dom. | 4 - 1    | Janvion 36e 47e, Farrabi 39e (csc), Sarramagna 72e         | 21     | 1          |
| 02/11/1973 | J14 | Troyes AF              | Ext. | 1 -0     | -                                                          | 21     | 3          |
| 11/11/1973 | J15 | AS Nancy Lorraine      | Dom. | 6 - 0    | Revelli H. 24e 29e 50e, Revelli P. 28e 74e, Sarramagna 44e | 24     | 2          |
| 16/11/1973 | J16 | Olympique lyonnais     | Ext. | 0 – 0    | -                                                          | 25     | 2          |
| 02/12/1973 | J17 | RC Lens                | Dom. | 2 - 1    | Synaeghel 11e, Larqué 73e                                  | 27     | 1          |
| 09/12/1973 | J18 | FC Sochaux             | Ext. | 0 - 2    | Revelli H. 55e, Revelli P. 62e                             | 29     | 1          |
| 16/12/1973 | J19 | Bastia                 | Dom. | 2 - 0    | Revelli H. 50e 62e                                         | 31     | 1          |

#### Matchs retours
| Date       | N o | Adversaire             | Lieu | Résultat | Buteurs pour Saint-Étienne                                         | Points | Classement |
| ---------- | --- | ---------------------- | ---- | -------- | ------------------------------------------------------------------ | ------ | ---------- |
| 22/12/1973 | J20 | FC Metz                | Ext. | 5 -1     | Synaeghel 48e                                                      | 31     | 2          |
| 06/01/1974 | J21 | AS Monaco FC           | Dom. | 3 - 2    | Revelli P. 56e 73e, Lopez 69e                                      | 34     | 2          |
| 13/01/1974 | J22 | Paris FC               | Ext. | 0 - 1    | Revelli P. 60e (pen.)                                              | 36     | 2          |
| 20/01/1974 | J23 | Angers SCO             | Dom. | 3 - 2    | Farison 5e, Revelli P. 7e, Syaneghel 57e                           | 39     | 2          |
| 27/01/1974 | J24 | FC Nantes              | Ext. | 3 -1     | Piazza 59e                                                         | 39     | 2          |
| 10/02/1974 | J25 | Stade de Reims         | Dom. | 2 – 2    | Syaneghel 11e, Revelli H. 48e                                      | 40     | 2          |
| 17/02/1974 | J26 | RC Strasbourg          | Dom. | 3 – 3    | Farison 3e, Piazza 45e, Revelli H. 61e                             | 42     | 2          |
| 24/02/1974 | J27 | Bordeaux               | Ext. | 0 - 5    | Syaneghel 7e, Revelli P. 55e 86e, Farison 64e, Revelli H. 86e      | 45     | 2          |
| 13/03/1974 | J28 | Nîmes Olympique        | Dom. | 2 - 1    | Revelli H. 10e 17e                                                 | 47     | 2          |
| 16/03/1974 | J29 | Stade rennais UC       | Ext. | 1 - 0    | -                                                                  | 47     | 2          |
| 27/03/1974 | J30 | OGC Nice               | Dom. | 1 - 0    | Piazza 68e                                                         | 49     | 2          |
| 09/04/1974 | J31 | CS Sedan Ardennes      | Ext. | 0 – 0    | -                                                                  | 50     | 2          |
| 12/04/1974 | J32 | Troyes AF              | Dom. | 2 - 0    | Lopez 50e, Larqué 76e                                              | 52     | 1          |
| 16/04/1974 | J33 | AS Nancy Lorraine      | Ext. | 1 – 1    | Bereta 84e                                                         | 53     | 1          |
| 19/04/1974 | J34 | Olympique lyonnais     | Dom. | 2 - 0    | Bereta 11e (pen.), Revelli H. 80e                                  | 55     | 1          |
| 30/04/1974 | J35 | RC Lens                | Ext. | 2 - 3    | Repellini 28e, Revelli P. 51e 61e                                  | 57     | 1          |
| 11/05/1974 | J36 | FC Sochaux             | Dom. | 2 - 0    | Revelli H. 21e, Merchadier 78e                                     | 60     | 1          |
| 22/05/1974 | J37 | Bastia                 | Ext. | 1 - 6    | Lopez 13e 46e, Bereta 17e, Larqué 43e, Janvion 82e, Revelli P. 89e | 63     | 1          |
| 25/05/1974 | J38 | Olympique de Marseille | Dom. | 3 - 1    | Larqué 31e, Revelli P. 55e, Bathenay 68e                           | 66     | 1          |

#### Classement final
En cas d'égalité entre deux clubs, le premier critère de départage est la différence de buts.
| Rang | Équipe                   | Pts | J  | G  | N  | P  | Bp | Bc | Diff | Bon |
| ---- | ------------------------ | --- | -- | -- | -- | -- | -- | -- | ---- | --- |
| 1    | AS Saint-Étienne C       | 66  | 38 | 23 | 9  | 6  | 74 | 40 | +34  | 11  |
| 2    | FC Nantes T              | 58  | 38 | 19 | 9  | 10 | 63 | 41 | +22  | 11  |
| 3    | Olympique lyonnais       | 55  | 38 | 18 | 11 | 9  | 64 | 51 | +13  | 8   |
| 4    | Angers SCO               | 54  | 38 | 17 | 9  | 12 | 77 | 57 | +20  | 11  |
| 5    | OGC Nice                 | 54  | 38 | 16 | 10 | 12 | 71 | 55 | +16  | 12  |
| 6    | Stade de Reims           | 50  | 38 | 16 | 7  | 15 | 67 | 62 | +5   | 11  |
| 7    | FC Sochaux               | 49  | 38 | 17 | 8  | 13 | 59 | 46 | +13  | 7   |
| 8    | RC Strasbourg            | 45  | 38 | 13 | 11 | 14 | 62 | 67 | -5   | 8   |
| 9    | Nîmes Olympique          | 44  | 38 | 13 | 15 | 10 | 41 | 37 | +4   | 3   |
| 10   | RC Lens P                | 44  | 38 | 14 | 8  | 16 | 58 | 65 | -7   | 8   |
| 11   | FC Metz                  | 43  | 38 | 14 | 7  | 17 | 53 | 53 | 0    | 8   |
| 12   | Olympique de Marseille   | 43  | 38 | 13 | 9  | 16 | 58 | 62 | -4   | 8   |
| 13   | Stade rennais FC         | 43  | 38 | 16 | 8  | 14 | 42 | 47 | -5   | 3   |
| 14   | FC Girondins de Bordeaux | 42  | 38 | 11 | 12 | 15 | 55 | 57 | -2   | 8   |
| 15   | SEC Bastia               | 41  | 38 | 14 | 8  | 16 | 44 | 49 | -5   | 5   |
| 16   | AS Monaco FC P           | 41  | 38 | 11 | 11 | 16 | 64 | 73 | -9   | 8   |
| 17   | Troyes AF P              | 41  | 38 | 11 | 11 | 16 | 52 | 63 | -11  | 8   |
| 18   | AS Nancy Lorraine        | 41  | 38 | 10 | 13 | 15 | 51 | 67 | -16  | 8   |
| 19   | Paris FC                 | 36  | 38 | 9  | 9  | 20 | 54 | 79 | -25  | 9   |
| 20   | CS Sedan Ardennes        | 28  | 38 | 8  | 9  | 21 | 42 | 80 | -38  | 3   |

Victoire à 2 points, 1 point de bonus pour chaque équipe marquant 3 buts ou plus dans un match.
Qualifications européennes
Coupe des clubs champions européens
- 1er : 1er tour (1/16 de finale)

Coupe d'Europe des vainqueurs de coupe
- Finaliste de la Coupe de France : 1er tour (1/16 de finale)

Coupe UEFA
- 2e et 3e : 1er tour (1/32 de finale)

Relégation
- 18e, 19e et 20e : relégation en Division 2

Abréviations
T : Tenant du titre

C : Vainqueur de la Coupe de France 1973-74

P : Promus de Division 2
- L'AS Saint-Étienne étant qualifiée pour la Coupe des clubs champions européens en tant que champion, sa place en Coupe d'Europe des vainqueurs de coupe va au finaliste de la Coupe de France, à savoir l'AS Monaco FC.
- Les vainqueurs des deux groupes de D2, le Lille OSC et le Red Star FC, obtiennent la montée directe en D1. Les deux deuxièmes des groupes se disputent la montée, et c'est le Paris-Saint-Germain FC qui remporte ce barrage face à l'US Valenciennes-Anzin, et prend la troisième place d'accès à la D1.

### Coupe de France

#### Tableau récapitulatif des matchs
| Date       | N o                     | Adversaire     | Lieu                                     | Résultat | Buteurs pour Saint-Étienne                    | Suite                               |
| ---------- | ----------------------- | -------------- | ---------------------------------------- | -------- | --------------------------------------------- | ----------------------------------- |
| 03/02/1974 | 32èmes de finale        | Gueugnon       | Stade de Roanne, Roanne                  | 3 - 1    | Bereta 24e, Lopez 77e, Larqué 80e             | Qualifiés pour les 16èmes de finale |
| 03/03/1974 | 16èmes de finale aller  | US Boulogne    | Stade de la Libération, Boulogne-sur-Mer | 0 - 2    | Revelli H. 21e, Bereta 26e                    | -                                   |
| 09/03/1974 | 16èmes de finale retour | US Boulogne    | Stade Geoffroy-Guichard,Saint-Étienne    | 2 - 0    | Rouquette 25e, Revelli H. 69e                 | Qualifiés pour les 8èmes de finale  |
| 30/03/1974 | 8èmes de finale aller   | Angers SCO     | Stade Jean Bouin, Angers                 | 2 - 0    | -                                             | -                                   |
| 03/04/1974 | 8èmes de finale retour  | Angers SCO     | Stade Geoffroy-Guichard,Saint-Étienne    | 4 - 0    | Rocheteau 24e, Larqué 32e 89e, Merchadier 49e | qualifies pour les ¼ de finale      |
| 04/05/1974 | Quart de finale aller   | FC Nantes      | Stade Geoffroy-Guichard,Saint-Étienne    | 2 - 1    | Larqué 66e , Repellini 72e                    | -                                   |
| 07/05/1974 | Quart de finale retour  | FC Nantes      | Stade Marcel-Saupin,Nantes               | 1 – 1    | Larqué 72e                                    | Qualifiés pour les demi-finales     |
| 31/05/1974 | Demi-finale             | Stade de Reims | Parc des Princes,Paris                   | 0 - 1    | Bathenay 49e                                  | -                                   |
| 08/06/1974 | Finale                  | Monaco         | Parc des Princes,Paris                   | 2 - 1    | Synaeghel 44e, Merchadier 61e                 | Vainqueurs de la Coupe de France    |

### Statistiques

#### Équipe-type
| \| Curkovic Farison Repellini Piazza Lopez Synaeghel Larqué Bereta · P.Revelli H.Revelli Bathenay (Sarramagna) \| Équipe-type de la saison 1973-1974 |
| Curkovic Farison Repellini Piazza Lopez Synaeghel Larqué Bereta · P.Revelli H.Revelli Bathenay (Sarramagna)                                          |

#### Buteurs
| Place | Nom                  | Division 1 | Coupe de France | TOTAL des BUTS |
| 1     | Hervé Revelli        | 19 buts    | 2 buts          | 21 buts        |
| 2     | Patrick Revelli      | 14 buts    | -               | 14 buts        |
| 3     | Jean-Michel Larqué   | 7 buts     | 5 buts          | 12 buts        |
| 4     | Georges Bereta       | 6 buts     | 2 buts          | 8 buts         |
| 5     | Christian Synaeghel  | 6 buts     | 1 but           | 7 buts         |
| 6     | Christian Lopez      | 4 buts     | 1 but           | 5 buts         |
| 7     | Oswaldo Piazza       | 4 buts     | -               | 4 buts         |
| 7     | Gérard Farison       | 4 buts     | -               | 4 buts         |
| 9     | Christian Sarramagna | 3 buts     | -               | 3 buts         |
| 9     | Gérard Janvion       | 3 buts     | -               | 3 buts         |
| 9     | Alain Merchadier     | 1 but      | 2 buts          | 3 buts         |
| 12    | Pierre Repellini     | 1 but      | 1 but           | 2 buts         |
| 12    | Dominique Bathenay   | 1 but      | 1 but           | 2 buts         |
| 13    | Dominique Rocheteau  | -          | 1 but           | 1 but          |
| 13    | Michel Rouquette     | -          | 1 but           | 1 but          |
| #     | contre son camp      | 1 but      | -               | 1 but          |
| Total | 14 buteurs           | 74 buts    | 17 buts         | 91 buts        |

Date de mise à jour : le 22 avril 2015.

#### Affluences
337 948 spectateurs ont assisté à une rencontre au stade cette saison, soit une moyenne de 15 361 par match. C'est en augmentation de 4000 spectateurs de moyenne en plus par rapport à la saison précédente.
22 rencontres ont eu lieu à Geoffroy-Guichard durant la saison.

Affluence de l'AS Saint-Étienne à domicile

### Équipe de France
6  stéphanois auront les honneurs de l’Equipe de France cette saison : Georges Bereta  (6 sélections), Pierre Repellini (4 sélections) , Alain Merchadier, Christian Sarramagna (3 sélections), Hervé Revelli et Patrick Revelli  (2 sélections)
Georges Bereta fut le capitaine de l’Equipe de France à chacune de ses convocations.
| Joueurs              | Position  | Date       | Lieu          | Adversaire      | Type rencontre | Score | Temps de jeu | Buts |
| Pierre Repellini     | Défenseur | 08.09.1973 | Paris         | Grèce           | Amical         | 3 - 1 | 90           | -    |
| Pierre Repellini     | Défenseur | 13.10.1973 | Gelsenkirchen | R.F.A.          | Amical         | 2 - 1 | 90           | -    |
| Pierre Repellini     | Défenseur | 12.11.1973 | Paris         | Danemark        | Amical         | 3 - 0 | 90           | -    |
| Pierre Repellini     | Défenseur | 18.05.1974 | Paris         | Argentine       | Amical         | 0 - 1 | 90           | -    |
| Alain Merchadier     | Défenseur | 12.11.1973 | Paris         | Danemark        | Amical         | 3 - 0 | 90           | -    |
| Alain Merchadier     | Défenseur | 27.04.1974 | Prague        | Tchécoslovaquie | Amical         | 3 – 3 | 26           | -    |
| Alain Merchadier     | Défenseur | 18.05.1974 | Paris         | Argentine       | Amical         | 0 - 1 | 45           | -    |
| Georges Bereta       | Attaquant | 08.09.1973 | Paris         | Grèce           | Amical         | 3 - 1 | 90           | -    |
| Georges Bereta       | Attaquant | 13.10.1973 | Gelsenkirchen | R.F.A.          | Amical         | 2 - 1 | 90           | -    |
| Georges Bereta       | Attaquant | 12.11.1973 | Paris         | Danemark        | Amical         | 3 - 0 | 90           | 57e  |
| Georges Bereta       | Attaquant | 23.03.1974 | Paris         | Roumanie        | Amical         | 1 - 0 | 90           | 59e  |
| Georges Bereta       | Attaquant | 27.04.1974 | Prague        | Tchécoslovaquie | Amical         | 3 – 3 | 90           | -    |
| Georges Bereta       | Attaquant | 18.05.1974 | Paris         | Argentine       | Amical         | 0 - 1 | 90           | -    |
| Christian Sarramagna | Attaquant | 08.09.1973 | Paris         | Grèce           | Amical         | 3 - 1 | 77           | -    |
| Christian Sarramagna | Attaquant | 12.11.1973 | Paris         | Danemark        | Amical         | 3 - 0 | 90           | -    |
| Christian Sarramagna | Attaquant | 18.05.1974 | Paris         | Argentine       | Amical         | 0 - 1 | 90           | -    |
| Hervé Revelli        | Attaquant | 12.11.1973 | Paris         | Danemark        | Amical         | 3 - 0 | 90           | 89e  |
| Hervé Revelli        | Attaquant | 23.03.1974 | Paris         | Roumanie        | Amical         | 1 - 0 | 82           | -    |
| Patrick Revelli      | Attaquant | 12.11.1973 | Paris         | Danemark        | Amical         | 3 - 0 | 15           | -    |
| Patrick Revelli      | Attaquant | 23.03.1974 | Paris         | Roumanie        | Amical         | 1 - 0 | 33           | -    |

7  stéphanois a eu les honneurs de l’Equipe de France Espoirs cette saison :  Christian Lopez (5 sélections), Jean-Michel Larqué (2 sélections), Patrick Revelli (2  sélections) , Dominique Bathenay (2sélections), Christian Synaeghel (2 sélections) , Gérard Janvion et Alain Merchadier (1 sélection).
| Joueurs             | Position  | Date       | Lieu             | Adversaire      | Type rencontre | Score | Temps de jeu | Buts       |
| Alain Merchadier    | Défenseur | 09.09.1972 | Saumur           | Finlande        | Amical         | 1 - 2 | 90           | -          |
| Christian Lopez     | Défenseur | 10.10.1973 | Paris            | Italie          | Amical         | 1 – 1 | 90           | -          |
| Christian Lopez     | Défenseur | 14.10.1973 | Mulhouse         | R.F.A.          | Amical         | 1 - 0 | 90           | -          |
| Christian Lopez     | Défenseur | 28.04.1974 | Sarrebourg       | Tchécoslovaquie | Amical         | 1 – 1 | 90           | -          |
| Christian Lopez     | Défenseur | 24.03.1974 | Esch-sur-Alzette | Luxembourg      | Amical         | 1 - 3 | 90           | -          |
| Christian Lopez     | Défenseur | 19.05.1974 | Valence          | Angleterre      | Amical         | 2 – 2 | 90           | -          |
| Christian Synaeghel | Milieu    | 14.10.1973 | Mulhouse         | R.F.A.          | Amical         | 1 - 0 | 90           | -          |
| Christian Synaeghel | Milieu    | 19.05.1974 | Valence          | Angleterre      | Amical         | 2 – 2 | 45           | -          |
| Patrick Revelli     | Attaquant | 14.10.1973 | Mulhouse         | R.F.A.          | Amical         | 1 - 0 | 90           | -          |
| Patrick Revelli     | Attaquant | 19.05.1974 | Valence          | Angleterre      | Amical         | 2 – 2 | 90           | -          |
| Jean-Michel Larqué  | Milieu    | 28.04.1974 | Sarrebourg       | Tchécoslovaquie | Amical         | 1 – 1 | 90           | -          |
| Jean-Michel Larqué  | Milieu    | 19.05.1974 | Valence          | Angleterre      | Amical         | 2 – 2 | 90           | 88e (pen.) |
| Dominique Bathenay  | Milieu    | 28.04.1974 | Sarrebourg       | Tchécoslovaquie | Amical         | 1 – 1 | 90           | -          |
| Dominique Bathenay  | Milieu    | 19.05.1974 | Valence          | Angleterre      | Amical         | 2 – 2 | 90           | -          |
| Gérard Janvion      | Défenseur | 19.05.1974 | Valence          | Angleterre      | Amical         | 2 – 2 | 13           | -          |